# Cryphia hartmanni
Cryphia hartmanni là một loài bướm đêm trong họ Noctuidae.